# Миявака
Миявака (на японски: 宮若市) е град в югозападна Япония, част от префектура Фукуока. Населението му е около 27 000 души (2020).

## География
Миявака е разположен на 13 метра надморска височина в долина в северозападната част на остров Кюшу, на 26 километра югозападно от Китакюшу и на 27 километра североизточно от Фукуока.
Общата територия на града е 139,99 квадратни километра, като той граничи със селищата Мунаката на север, Курате и Ногата на североизток, Котаке на изток, Идзука на юг, Сасагури на югозапад, Хисаяма и Кога на запад и Фукуцу на северозапад.

## История
Град Миявака е образуван на 11 февруари 2006 година със сливането на дотогавашните градове Мията и Вакамия и получава името си от началните срички в техните имена.

## Население
Към 1 септември 2020 година населението на града е 26 690 души при средна гъстота 191 души на квадратен километър.

## Икономика
В Миявака е разположен автомобилен завод на „Тойота“, основан през 1991 година. Към 2022 година той произвежда около 430 хиляди автомобила годишно от моделите „Лексус ES“, „Лексус UX“, „Лексус RX“ и „Лексус NX“. Почти цялото му производство е предназначено за износ, главно за Северна Америка.

## Култура
В началото на юни в спортния комплекс „Нишикура но Ока“ се провежда годишен фестивал на светулките.
Символи на Миявака са дървото японска вишна (Prunus serrulata) и цветето червена паякова лилия (Lycoris radiata).